# Loka pri Dobrni
Loka pri Dobrni je naselje u slovenskoj Općini Dobrni. Loka pri Dobrni se nalazi u pokrajini Štajerskoj i statističkoj regiji Savinjskoj. 

## Stanovništvo
Prema popisu stanovništva iz 2002. godine naselje je imalo 38 stanovnika.